# 鬼滅之刃
《鬼滅之刃》，簡稱《鬼滅》，是日本漫畫家吾峠呼世晴所創作的奇幻漫畫作品，描述在日本大正時代，主角炭治郎為了尋求被變成鬼的妹妹變回人類的方法，並踏上斬鬼之旅的奇譚故事。
本作於2016年2月15日至2020年5月18日期間在《週刊少年Jump》連載，全數205話。漫畫發行量在2020年10月突破1億册，僅用時4年3個月，是日本史上最快突破1億册的漫畫作品。截至2025年7月，本作的累積發行量（含電子版）已達2.2億册，在日本歷代所有漫畫中排行第六。
而由漫畫原著改編而成的電視動畫第一季《竈門炭治郎 立志篇》則於2019年4月至9月在TOKYO MX電視臺開始播放。第一季第19集播出時，在日本引起了網絡社群的熱烈討論，並一舉使本作的知名度大增，同時連帶漫畫的銷量急速上升。在第一季動畫播放結束后，富士電視台于2020年9月播出了由《兄妹的羈絆》、《淺草篇》、《鼓屋篇》、《那田蜘蛛山篇》和《柱合會議·蝶屋篇》組成的5集总集篇，而其後在同年10月16日上映的劇場版電影《鬼滅之刃劇場版 無限列車篇》在新冠疫情的陰霾下打破了日本電影史上最高票房紀錄，並同時成爲2020年全球最賣座電影。本作在日本引起了社會現象，亦為鬼灭成爲近年日本最受歡迎的動畫作品奠下基礎。
2021年10月10日起播映在电影的基础上加入原创剧情的7集電視動畫版《無限列車篇》，其后再於12月5日緊接着播放第二季動畫《鬼滅之刃 遊郭篇》；在富士電視台、TOKYO MX等32個電視台、27個OTT平台、海外90多個國家和地區播出。2023年2月3日上映劇場版《鬼灭之刃 上弦集結，前進刀匠村》（內容為《遊郭篇》第十集、第十一集和《刀匠村篇》第一集），其后于2023年4月開播第三季動畫《刀匠村篇》。2023年6月確定製作第四季動畫《鬼滅之刃 柱訓練篇》，並於2024年5月12日正式播出。
2024年7月公布將製作《鬼滅之刃劇場版 無限城篇》電影三部曲，而第一部的《猗窩座再襲》于2025年7月在日本上映，再次打破日本電影史上多項最高票房記錄。2025年8月8日在台各大電影院播出。

## 創作背景
作者吾峠呼世晴於第70屆（2013年4月）JUMP寶物新人漫畫賞得獎作《狩獵過頭反遭殃》（過狩り狩り）是這部作品的前身，當時引起初代編輯片山達彥的注意。這個故事發生在日本明治時代到大正時代，描繪海外來的吸血鬼、日本的鬼和鬼獵人的戰鬥。2016年，作者增加「呼吸法」、「鬼殺隊」設定擬定初稿爭取連載機會，但由於「世界觀太嚴厲和主人公太沉默」遭打回票。其後根據前輩的意見，作者修改部分設定創作《鬼滅之刃》，並且成功連載。

## 故事大綱

### 設定
故事背景為日本大正時代，描述主角為了尋求讓被變成鬼的妹妹恢復為人類的方法，踏上斬鬼之旅。
平安時代，罹患絕症的鬼舞辻無慘在受到一位醫師的治療後成為「鬼」；「鬼」雖具有永生和強悍的身體能力，但卻必須以人為食，且若受陽光照射則會致命。無慘希望找到能夠克服陽光的方法，便製造許多手下。旗下實力強大的十二隻鬼，會被授予「十二鬼月」的稱號，強大的鬼可使用異能「血鬼術」。
另一方面，人類為了對抗鬼的威脅，由與無慘有血緣關係的產屋敷一族的首領產屋敷耀哉所率領而組成的「鬼殺隊」。「鬼殺隊」成員有數百人，最高等級的稱為「柱」，成員間以會說人話的烏鴉「鎹鴉」互相聯絡。劍士使用日輪刀與鬼展開對戰，卓越的劍士可以使用「呼吸法」。此種呼吸技巧的始祖，是一度將鬼舞辻無慘給逼上絕路的劍士繼國緣壹所開創的「日之呼吸」，下分為十四種流派，使用後能讓身體能力大幅提升。

### 劇情大綱
時值日本大正時代，有一位名叫竈門炭治郎的農家少年。他在身為一家之主的父親過世，而且家中還有母親及一群年幼弟妹的情況下，繼承亡父所留下的炭業工作，支撐一家七口，在山上過著賣炭的樸實生活，原本以為幸福的生活會永遠持續下去。
某天，炭治郎做完生意，返家時天色已暗。一位居住在山中的男子三郎要求炭治郎待在他家中，居住一晚，還跟炭治郎解釋有鬼出沒的消息。起初炭治郎以為鬼不會存在。直至隔天早上，他返家後發現他的家人慘遭殺害身亡多時。雖然妹妹禰豆子倖存，卻變成「鬼」。「鬼殺隊」成員富岡義勇見狀後，本欲斬殺禰豆子，但他在見識到炭治郎兄妹倆的親情後，推薦他去拜住在狹霧山山腳的鱗瀧左近次為師。炭治郎經過兩年的訓練，學會對抗鬼的方法，通過考驗，加入「鬼殺隊」。禰豆子因鱗瀧的暗示，而把所有人類當作家人和必須保護的對象，協助炭治郎對抗傷害人類的惡鬼。
炭治郎在接踵而來的任務中擊敗多個鬼，並且與鬼的首領、也就是殺害自己的家人，並且把妹妹禰豆子變成鬼的兇手無慘首次接觸，也認識與無慘產生對立的鬼珠世，與她建立合作關係。炭治郎在結識同伴我妻善逸和嘴平伊之助後，前去支援與下弦之伍的對戰。他在陷入惡戰之際，使出他家所祖傳的「火之神神樂」，以及禰豆子覺醒的「血鬼術」，一度扭轉頹勢，最終在義勇助陣下取勝。不過，長期帶著「鬼」一同行動，違反隊規的炭治郎，跟禰豆子被押送往產屋敷耀哉的宅邸，進行審判。然而，他們已經被產屋敷給認可，繼續為「鬼殺隊」效命。
炭治郎等人在恢復後接受特訓，後在於列車、花街、鑄刀師之村的多場戰鬥中，與「十二鬼月」對上。儘管斬殺多名「十二鬼月」成員，但是「鬼殺隊」也折損數多優秀的成員。歷經「鬼殺隊」在鑄刀師之村的戰鬥後，由於禰豆子克服陽光的緣故，讓無慘將目標轉向禰豆子。無慘查出產屋敷宅邸的位置，造訪該處，並企圖奪走禰豆子，卻遭產屋敷以命相搏。在連串圍攻下，無慘因為珠世所施的藥，被暫時強制變回人類，便啟動手下的能力，將眾人關進鬼的根據地「無限城」中，企圖殲滅他們。
「鬼殺隊」的所有成員和「十二鬼月」展開捉對廝殺的戰鬥下，雙方都付出傷亡慘重的代價。「鬼殺隊」在消滅所有的「十二鬼月」後，無慘殺害珠世，並擺脫她的牽制復活後，與「鬼殺隊」殘存兵力展開決戰，展現出壓倒性的實力。
炭治郎被無慘注入大量血液，瀕死之際，見到自己的祖先炭吉觀摩一位曾經將無慘給逼入絕境的劍士 - 繼國緣壹 - 所施展「日之呼吸」的景象，他這才得知「火之神神樂」便是「日之呼吸」；同時領悟到擊敗無慘的唯一方法，便是串聯「日之呼吸」的所有招式。另一方面，無慘因珠世的毒而急速衰老弱化，又多次承受「鬼殺隊」的攻擊，後被黎明曙光給逼上絕路。
無慘一度附身在炭治郎的身上，企圖再次復活。但炭治郎在禰豆子的感化和珠世遺留的藥的作用下，終於脫離掌控，變回人類。無慘被消滅後，世上再無惡鬼危害人間，「鬼殺隊」也因此解散，他們的後代過著和平的生活。

## 登場角色
竈門炭治郎
配音：花江夏樹（日本）；錢欣郁（台灣）；張振熙【Viu】／曹啟謙【TVB】／李震權【通版1】／陳啟熾【通版2】（香港）
本故事系列的男主角。心地善良與有正義感的少年，有著一頭深紅頭髮與紅色眼睛，左額上有著被燒傷的大片傷痕，耳上掛著日輪花紙耳飾。具有敏銳的「嗅覺」，能在與鬼的戰鬥中聞出破綻的氣味。尋找將被變成鬼的妹妹禰豆子恢復成人類的方法，並為遇害的家人報仇，因此加入「鬼殺隊」。
竈門禰豆子
配音：鬼頭明里（日本）；連婉鈞（台灣）；楊婉潼【Viu】／成瑤孆【TVB】／胡葆琳【通版1】／何凱怡【通版2】（香港）
炭治郎的妹妹。在與家人遭受鬼王鬼舞辻的襲擊時，因為傷口沾染對方的血液，在瀕死之際被變成「鬼」。經常在與惡鬼展開戰鬥有危難時，保護炭治郎和其他人，是唯一只靠睡眠不吃人類來補充自身的體力的「鬼」。
我妻善逸
配音：下野紘（日本）；江志倫（台灣）；杜景煜【Viu、通版1、通版2】／陳灝瑋【TVB】（香港）
炭治郎的同期隊士。留著金色中短髮的圓眉少年，對自己極度沒有自信與膽小的少年，常常說出自嘲的話。擁有極佳的聽覺，能分辨出鬼和人類的聲音。極度恐懼時，會陷入沉睡時，激發出強勁的實力。喜歡炭治郎的妹妹禰豆子。
嘴平伊之助
配音：松岡禎丞（日本）；陳彥鈞（台灣）；陳啟熾【Viu】／黃啟昌【TVB】／周良鴻【通版1】／周倚天【通版2】（香港）
炭治郎的同期隊士。上半身赤膊且身材魁梧，經常戴著野豬頭套，頭套下的真面目是個美麗容貌的少年，性格極為好戰。因為在山林中成長，皮膚感知非常敏銳，能精確捕捉到尚未進入視野的對象之所在位置。

## 出版書籍
單行本除了收錄漫畫的主要內容，還附錄「大正小道消息」、在《JUMP GIGA》刊載的四格漫畫番外、卷末附贈番外「完全中學！！鬼滅學園物語」。
| 卷數 | 集英社                 | 集英社        | 集英社                           | 東立出版社             | 東立出版社             | 東立出版社                                              | 浙江人民美术出版社   | 浙江人民美术出版社 | 浙江人民美术出版社     |
| 卷數 | 副標題                 | 發售日期      | ISBN                             | 副標題                 | 發售日期               | ISBN                                                    | 副標題               | 出版日期           | ISBN                   |
| ---- | ---------------------- | ------------- | -------------------------------- | ---------------------- | ---------------------- | ------------------------------------------------------- | -------------------- | ------------------ | ---------------------- |
| 1    |                        | 2016年6月3日  | ISBN 978-4-08-880723-2           | 殘酷                   | 2018年1月8日           | ISBN 978-986-486-783-7                                  | 残酷                 | 2020年6月          | ISBN 978-7-5340-8181-1 |
| 2    |                        | 2016年8月4日  | ISBN 978-4-08-880755-3           | 你...                  | 2018年7月26日          | ISBN 978-986-486-784-4                                  | 你就是……             | 2020年6月          | ISBN 978-7-5340-8182-8 |
| 3    |                        | 2016年10月4日 | ISBN 978-4-08-880795-9           | 激勵自己吧             | 2018年8月27日          | ISBN 978-986-486-785-1                                  | 鼓舞自己吧           | 2020年6月          | ISBN 978-7-5340-8183-5 |
| 4    |                        | 2016年12月2日 | ISBN 978-4-08-880826-0           | 強韌之刃               | 2019年3月7日           | ISBN 978-986-486-786-8                                  | 强韧的利刃           | 2020年6月          | ISBN 978-7-5340-8184-2 |
| 5    |                        | 2017年3月3日  | ISBN 978-4-08-881026-3           | 下地獄                 | 2019年4月11日          | ISBN 978-986-486-787-5                                  | 一起去地狱           | 2020年6月          | ISBN 978-7-5340-8185-9 |
| 6    |                        | 2017年5月3日  | ISBN 978-4-08-881076-8           | 鬼殺隊柱共同審判       | 2019年5月8日           | ISBN 978-986-486-788-2                                  | 鬼杀队九柱审判       | 2020年8月          | ISBN 978-7-5340-8208-5 |
| 7    |                        | 2017年8月4日  | ISBN 978-4-08-881193-2           | 狹小空間的攻防         | 2019年6月6日           | ISBN 978-986-486-789-9                                  | 车头攻防战           | 2020年8月          | ISBN 978-7-5340-8207-8 |
| 8    |                        | 2017年10月4日 | ISBN 978-4-08-881212-0           | 上弦之力·柱之力        | 2019年7月11日          | ISBN 978-957-26-0324-6                                  | 上弦之力·柱之力      | 2020年8月          | ISBN 978-7-5340-8206-1 |
| 9    |                        | 2017年12月4日 | ISBN 978-4-08-881283-0           | 潛入遊郭大作戰         | 2019年8月13日          | ISBN 978-957-26-0685-8                                  | 花街潜入大作战       | 2020年8月          | ISBN 978-7-5340-8193-4 |
| 10   |                        | 2018年3月2日  | ISBN 978-4-08-881355-4           | 人類跟鬼               | 2019年9月12日          | ISBN 978-957-26-2459-3                                  | 人与鬼               | 2021年8月          | ISBN 978-7-5340-8261-0 |
| 11   |                        | 2018年6月4日  | ISBN 978-4-08-881399-8           | 混戰                   | 2019年10月17日         | ISBN 978-957-26-1421-1                                  | 混战                 | 2021年8月          | ISBN 978-7-5340-8857-5 |
| 12   |                        | 2018年8月3日  | ISBN 978-4-08-881540-4           | 上弦集結               | 2019年11月18日         | ISBN 978-957-26-1715-1                                  | 上弦集结             | 2021年8月          | ISBN 978-7-5340-8858-2 |
| 13   |                        | 2018年11月2日 | ISBN 978-4-08-881626-5           | 遷移變換               | 2019年12月20日         | ISBN 978-957-26-2184-4                                  | 战局改变             | 2021年8月          | ISBN 978-7-5340-8859-9 |
| 14   |                        | 2019年1月4日  | ISBN 978-4-08-881695-1           | 無一郎的無             | 2020年1月17日          | ISBN 978-957-26-2610-8 EAN 471060104133-8（首刷限定版） | 无一郎的无           | 2021年8月          | ISBN 978-7-5340-8860-5 |
| 15   |                        | 2019年4月4日  | ISBN 978-4-08-881799-6           | 黎明·拂曉              | 2020年2月24日          | ISBN 978-957-26-3449-3                                  | 拂晓时分·难辨谁人    | 2021年8月          | ISBN 978-7-5340-8854-4 |
| 16   |                        | 2019年7月4日  | ISBN 978-4-08-881867-2           | 不滅                   | 2020年3月20日          | ISBN 978-957-26-3787-6                                  | 不灭                 | 2021年8月          | ISBN 978-7-5340-8855-1 |
| 17   |                        | 2019年10月4日 | ISBN 978-4-08-882080-4           | 繼承者們               | 2020年4月20日          | ISBN 978-957-26-4361-7                                  | 继承者们             | 2021年8月          | ISBN 978-7-5340-8856-8 |
| 18   |                        | 2019年12月4日 | ISBN 978-4-08-882141-2           | 懷舊强襲               | 2020年5月21日          | EAN 471060104223-6（首刷限定版）                        | 回忆袭来             | 2024年9月          | ISBN 978-7-5751-0292-6 |
| 18   | 2020年5月28日          | 2019年12月4日 | ISBN 978-4-08-882141-2           | 懷舊强襲               | ISBN 978-957-26-4657-1 |                                                         | 回忆袭来             | 2024年9月          | ISBN 978-7-5751-0292-6 |
| 19   |                        | 2020年2月4日  | ISBN 978-4-08-882204-4           | 蝴蝶展翅               | 2020年6月19日          | EAN 471060104248-9（首刷限定版）                        | 蝴蝶振翅             | 2024年9月          | ISBN 978-7-5751-0293-3 |
| 19   | 2020年6月24日          | 2020年2月4日  | ISBN 978-4-08-882204-4           | 蝴蝶展翅               | ISBN 978-957-26-5014-1 |                                                         | 蝴蝶振翅             | 2024年9月          | ISBN 978-7-5751-0293-3 |
| 20   |                        | 2020年5月13日 | ISBN 978-4-08-882306-5（特裝版） | 堅定意志所開創的道路   | 2020年8月24日          | ISBN 978-957-26-5563-4（特裝版）                        | 坚定意志所开辟的道路 | 2024年9月          | ISBN 978-7-5751-0294-0 |
| 20   | ISBN 978-4-08-882282-2 | 2020年5月13日 | 2020年8月31日                    | 堅定意志所開創的道路   | ISBN 978-957-26-5318-0 |                                                         | 坚定意志所开辟的道路 | 2024年9月          | ISBN 978-7-5751-0294-0 |
| 21   |                        | 2020年7月3日  | ISBN 978-4-08-882363-8（特裝版） | 古老的記憶             | 2020年9月24日          | ISBN 978-957-26-5660-0（特裝版）                        | 久远的记忆           | 2024年9月          | ISBN 978-7-5751-0295-7 |
| 21   | ISBN 978-4-08-882349-2 | 2020年7月3日  | 2020年9月28日                    | 古老的記憶             | ISBN 978-957-26-5591-7 |                                                         | 久远的记忆           | 2024年9月          | ISBN 978-7-5751-0295-7 |
| 22   |                        | 2020年10月2日 | ISBN 978-4-08-908381-9（特裝版） | 緣的輪迴               | 2020年12月24日         | EAN 471060104365-3（特裝版）                            | 因果                 | 2024年9月          | ISBN 978-7-5751-0296-4 |
| 22   | ISBN 978-4-08-882424-6 | 2020年10月2日 | 2020年12月31日                   | 緣的輪迴               | ISBN 978-957-26-5957-1 |                                                         | 因果                 | 2024年9月          | ISBN 978-7-5751-0296-4 |
| 23   |                        | 2020年12月4日 | ISBN 978-4-08-908379-6（特裝版） | 歷經風霜發光發熱的生命 | 2021年4月16日          | ISBN 978-957-26-6620-3（首刷限定版）                    | 几经风霜闪耀的生命   | 2024年9月          | ISBN 978-7-5751-0297-1 |
| 23   | ISBN 978-4-08-882495-6 | 2020年12月4日 | 2021年4月29日                    | 歷經風霜發光發熱的生命 | ISBN 978-957-26-6351-6 |                                                         | 几经风霜闪耀的生命   | 2024年9月          | ISBN 978-7-5751-0297-1 |

### 相關書籍
外傳漫畫
外傳漫畫《鬼滅之刃 外傳》收錄由平野稜二創作的兩篇外傳，分別為於《週刊少年Jump》2019年18號、19號刊載的〈富岡義勇外傳〉及於同誌2020年45號、46號刊載的〈煉󠄁獄杏壽郎外傳〉，以及於少年Jump+刊載的四格漫畫〈きめつのあいま！〉。
| 卷數 | 集英社 | 集英社        | 集英社                 | 東立出版社    | 東立出版社    | 東立出版社                           | 浙江人民美术出版社 | 浙江人民美术出版社 | 浙江人民美术出版社     |
| 卷數 | 副標題 | 發售日期      | ISBN                   | 副標題        | 發售日期      | ISBN                                 | 副標題             | 出版日期           | ISBN                   |
| ---- | ------ | ------------- | ---------------------- | ------------- | ------------- | ------------------------------------ | ------------------ | ------------------ | ---------------------- |
| 全   |        | 2020年12月4日 | ISBN 978-4-08-882521-2 | 鬼滅之刃 外傳 | 2021年4月23日 | ISBN 978-957-26-6852-8（首刷限定版） | 鬼灭之刃 外传      |                    | ISBN 978-7-5751-0522-4 |

衍生漫畫
衍生漫畫《鬼滅學園！》（キメツ学園！）、全6冊
| 卷數 | 集英社 | 集英社        | 集英社                 | 東立出版社             | 東立出版社     | 東立出版社             |
| 卷數 | 副標題 | 發售日期      | ISBN                   | 副標題                 | 發售日期       | ISBN                   |
| ---- | ------ | ------------- | ---------------------- | ---------------------- | -------------- | ---------------------- |
| 1    |        | 2022年1月4日  | ISBN 978-4-08-882888-6 | 鬼滅學園嚴禁遲到       | 2023年9月22日  | ISBN 978-626-347-419-2 |
| 2    |        | 2022年7月4日  | ISBN 978-4-08-883188-6 | 鬼滅學園夜間導覽       | 2024年8月23日  | ISBN 978-626-02-0863-9 |
| 3    |        | 2022年12月2日 | ISBN 978-4-08-883390-3 | 蝴蝶髮飾的下落         | 2024年10月21日 | ISBN 978-626-02-0864-6 |
| 4    |        | 2023年7月4日  | ISBN 978-4-08-883609-6 | 金黃鮭魚美乃滋起司麵包 | 2025年6月26日  | ISBN 978-626-02-0865-3 |
| 5    |        | 2023年12月4日 | ISBN 978-4-08-883835-9 |                        |                |                        |
| 6    |        | 2024年4月4日  | ISBN 978-4-08-884064-2 |                        |                |                        |

公式學習本
| 卷數 | 集英社 | 集英社        | 集英社                 |
| 卷數 | 副標題 | 發售日期      | ISBN                   |
| ---- | ------ | ------------- | ---------------------- |
| 1    |        | 2023年3月17日 | ISBN 978-4-08-882888-6 |
| 2    |        | 2023年3月17日 | ISBN 978-4-08-790109-2 |
| 3    |        | 2023年4月21日 | ISBN 978-4-08-790120-7 |
| 4    |        | 2023年5月19日 | ISBN 978-4-08-790121-4 |
| 5    |        | 2023年6月16日 | ISBN 978-4-08-790122-1 |
| 6    |        | 2023年7月21日 | ISBN 978-4-08-790123-8 |
| 7    |        | 2023年8月18日 | ISBN 978-4-08-790124-5 |

小說
本系列小說由矢島綾撰寫，揭曉原作未公開的設定和人物名字，所屬文庫為JUMP jBOOKS。
| 卷數 | 集英社         | 集英社        | 集英社                 | 東立出版社 | 東立出版社             | 東立出版社                                                 | 浙江人民美术出版社 | 浙江人民美术出版社 | 浙江人民美术出版社     |
| 卷數 | 副標題         | 發售日期      | ISBN                   | 副標題     | 發售日期               | ISBN / EAN                                                 | 副標題             | 發售日期           | ISBN                   |
| ---- | -------------- | ------------- | ---------------------- | ---------- | ---------------------- | ---------------------------------------------------------- | ------------------ | ------------------ | ---------------------- |
| 1    |                | 2019年2月4日  | ISBN 978-4-08-703473-8 | 幸福之花   | 2019年12月16日         | ISBN 978-957-264-454-6                                     | 幸福之花           | 2021年7月          | ISBN 978-7-5340-8868-1 |
| 2    |                | 2019年10月4日 | ISBN 978-4-08-703485-1 | 單翅之蝶   | 2020年1月31日          | EAN 471-060-104-131-4（首刷限定版） ISBN 978-957-264-644-1 | 片羽之蝶           | 2021年7月          | ISBN 978-7-5340-8872-8 |
| 3    |                | 2020年7月3日  | ISBN 978-4-08-703498-1 | 風之道標   | 2020年10月16日         | ISBN 471-060-104-360-8（首刷限定版）                       |                    |                    |                        |
| 3    | 2020年10月23日 | 2020年7月3日  | ISBN 978-4-08-703498-1 | 風之道標   | ISBN 978-957-265-791-1 |                                                            |                    |                    |                        |

本系列小說由松田朱夏和はのまきみ撰寫，所屬文庫為集英社未來文庫。
| 卷數 | 集英社 | 集英社         | 集英社                 | 東立出版社                                     | 東立出版社     | 東立出版社             |
| 卷數 | 副標題 | 發售日期       | ISBN                   | 副標題                                         | 發售日期       | ISBN / EAN             |
| ---- | ------ | -------------- | ---------------------- | ---------------------------------------------- | -------------- | ---------------------- |
| 1    |        | 2020年6月26日  | ISBN 978-4-08-321585-8 | 鬼滅之刃～炭治郎與禰豆子 命運初始篇～          | 2020年12月31日 | ISBN 978-957-266-244-1 |
| 2    |        | 2020年7月17日  | ISBN 978-4-08-321595-7 | 鬼滅之刃～兄妹之絆與鬼殺隊篇～                 | 2021年4月19日  | ISBN 978-957-266-746-0 |
| 3    |        | 2021年7月16日  | ISBN 978-4-08-321663-3 | 鬼滅之刃～潛入遊郭大作戰篇                     | 2022年1月13日  | ISBN 978-957-268-418-4 |
| 4    |        | 2021年11月26日 | ISBN 978-4-08-321689-3 | 鬼滅之刃～遭到攻擊的刀匠村篇～                 | 2022年9月1日   | ISBN 978-957-269-782-5 |
| 5    |        | 2022年3月18日  | ISBN 978-4-08-321713-5 | 鬼滅之刃～決戰無限城！忍的念想篇～             | 2023年2月9日   | ISBN 978-626-360-069-0 |
| 6    |        | 2022年7月15日  | ISBN 978-4-08-321735-7 | 鬼滅之刃～猗窩座之戰與伊之助的過往篇           | 2023年8月28日  | ISBN 978-626-360-687-6 |
| 7    |        | 2022年11月25日 | ISBN 978-4-08-321753-1 | 鬼滅之刃～加奈央與無一郎！賭上性命之戰篇～     | 2024年2月19日  | ISBN 978-626-372-839-4 |
| 8    |        | 2023年3月17日  | ISBN 978-4-08-321774-6 | 鬼滅之刃～最終決戰與禰豆子的覺醒篇～           | 2024年8月8日   | ISBN 978-626-021-683-2 |
| 9    |        | 2023年7月14日  | ISBN 978-4-08-321796-8 | 鬼滅之刃～殊死戰落幕！炭治郎與鬼殺隊的未來篇～ | 2025年1月16日  | ISBN 978-626-022-726-5 |

公式書
《鬼滅之刃公式漫迷手冊 鬼殺隊見聞錄》
| 卷數 | 集英社 | 集英社       | 集英社                 | 東立出版社       | 東立出版社    | 東立出版社             | 浙江人民美术出版社 | 浙江人民美术出版社 | 浙江人民美术出版社     |
| 卷數 | 副標題 | 發售日期     | ISBN                   | 副標題           | 發售日期      | ISBN                   | 副標題             | 發售日期           | ISBN                   |
| ---- | ------ | ------------ | ---------------------- | ---------------- | ------------- | ---------------------- | ------------------ | ------------------ | ---------------------- |
| 1    |        | 2019年7月4日 | ISBN 978-4-08-882043-9 | 鬼殺隊見聞錄     | 2020年7月20日 | ISBN 978-957-26-4582-6 | 鬼杀队见闻录       | 2022年9月          | ISBN 978-7-5340-9528-3 |
| 2    |        | 2021年2月4日 | ISBN 978-4-08-882567-0 | 鬼殺隊見聞錄・貳 | 2021年12月2日 | ISBN 978-957-26-6984-6 |                    |                    |                        |

《TV動畫『鬼滅之刃』 公式角色書》
| 卷數 | 集英社 | 集英社        | 集英社                 | 東立出版社                           | 東立出版社     | 東立出版社             |
| 卷數 | 副標題 | 發售日期      | ISBN                   | 副標題                               | 發售日期       | ISBN                   |
| ---- | ------ | ------------- | ---------------------- | ------------------------------------ | -------------- | ---------------------- |
| 1    |        | 2020年9月4日  | ISBN 978-4-8342-1721-6 | TV動畫『鬼滅之刃』 公式角色書 壹之卷 | 2021年7月30日  | ISBN 978-957-26-6714-9 |
| 2    |        | 2020年11月4日 | ISBN 978-4-8342-1722-3 | TV動畫『鬼滅之刃』 公式角色書 貳之卷 | 2021年10月12日 | ISBN 978-957-26-6715-6 |
| 3    |        | 2021年1月4日  | ISBN 978-4-8342-1723-0 | TV動畫『鬼滅之刃』 公式角色書 参之卷 | 2021年12月2日  | ISBN 978-957-26-6716-3 |
| 4    |        | 2023年7月4日  | ISBN 978-4-8342-1724-7 | TV動畫『鬼滅之刃』 公式角色書 肆之卷 | 2024年12月16日 | ISBN 978-626-372-791-5 |
| 5    |        | 2023年9月4日  | ISBN 978-4-8342-1725-4 |                                      |                |                        |

《舞台劇「鬼滅之刃」公式設定資料集》
| 卷數 | 集英社 | 集英社        | 集英社                 |
| 卷數 | 副標題 | 發售日期      | ISBN                   |
| ---- | ------ | ------------- | ---------------------- |
| 全   |        | 2020年6月26日 | ISBN 978-4-08-790008-8 |

月曆
| 卷數 | 集英社 | 集英社       | 集英社                 | 東立出版社             | 東立出版社     | 東立出版社         |
| 卷數 | 副標題 | 發售日期     | ISBN                   | 副標題                 | 發售日期       | ISBN / EAN         |
| ---- | ------ | ------------ | ---------------------- | ---------------------- | -------------- | ------------------ |
| 1    |        | 2019年9月4日 | ISBN 978-4-08-908364-2 | 鬼滅之刃2020年月曆     | 2019年12月23日 | EAN 471060104068-3 |
| 2    |        | 2020年9月4日 | ISBN 978-4-08-908384-0 | 2021年鬼滅之刃月曆     | 2020年11月13日 | EAN 471060104379-0 |
| 3    |        | 2020年9月4日 | ISBN 978-4-08-908383-3 | 2021年鬼滅之刃年曆手帳 | 2020年12月3日  | EAN 471060104378-3 |

| 卷數 | エンスカイ | エンスカイ     | エンスカイ            |
| 卷數 | 副標題     | 發售日期       |                       |
| ---- | ---------- | -------------- | --------------------- |
| 1    |            | 2022年9月      | UPC/JAN 4970381214654 |
| 2    |            | 2022年10月15日 | UPC/JAN 4970381214715 |
| 3    |            | 2022年10月15日 | UPC/JAN 4970381214722 |

畫集
《『鬼滅之刃』吾峠呼世晴畫集―幾星霜―》
| 卷數 | 集英社 | 集英社       | 集英社                 | 東立出版社                         | 東立出版社   | 東立出版社             | 天津人民美术出版社             | 天津人民美术出版社 | 天津人民美术出版社     |
| 卷數 | 副標題 | 發售日期     | ISBN                   | 副標題                             | 發售日期     | ISBN                   | 副標題                         | 發售日期           | ISBN                   |
| ---- | ------ | ------------ | ---------------------- | ---------------------------------- | ------------ | ---------------------- | ------------------------------ | ------------------ | ---------------------- |
| 全   |        | 2021年2月4日 | ISBN 978-4-08-792587-6 | 『鬼滅之刃』吾峠呼世晴畫集―幾星霜― | 2021年8月9日 | ISBN 978-957-26-6901-3 | 鬼灭之刃 吾峠呼世晴画集 几星霜 |                    | ISBN 978-7-5729-1723-3 |

《動畫『鬼滅之刃』插畫記錄集 壹―》
| 卷數 | 集英社 | 集英社       | 集英社                 | 東立出版社                    | 東立出版社     | 東立出版社             |
| 卷數 | 副標題 | 發售日期     | ISBN                   | 副標題                        | 發售日期       | ISBN                   |
| ---- | ------ | ------------ | ---------------------- | ----------------------------- | -------------- | ---------------------- |
| 1    |        | 2022年2月4日 | ISBN 978-4-08-792593-7 | 動畫『鬼滅之刃』插畫記錄集 壹 | 2023年2月23日  | ISBN 978-626-7186-88-6 |
| 2    |        | 2023年6月2日 | ISBN 978-4-08-792603-3 | 動畫『鬼滅之刃』插畫記錄集 貳 | 2024年11月21日 | ISBN 978-626-02-1882-9 |

繪本
| 卷數 | 集英社 | 集英社        | 集英社                 | 東立出版社           | 東立出版社     | 東立出版社             |
| 卷數 | 副標題 | 發售日期      | ISBN                   | 副標題               | 發售日期       | ISBN                   |
| ---- | ------ | ------------- | ---------------------- | -------------------- | -------------- | ---------------------- |
| 1    |        | 2021年3月4日  | ISBN 978-4-08-790026-2 | 鬼滅之刃 塗繪帳 -紅- | 2021年11月29日 | ISBN 978-957-26-7096-5 |
| 2    |        | 2021年3月4日  | ISBN 978-4-08-790025-5 | 鬼滅之刃 塗繪帳 -蒼- | 2021年11月29日 | ISBN 978-957-26-7095-8 |
| 3    |        | 2021年10月4日 | ISBN 978-4-08-790049-1 | 鬼滅之刃 塗繪帳 -橙- | 2023年2月3日   | ISBN 978-957-26-9673-6 |
| 4    |        | 2021年10月4日 | ISBN 978-4-08-790050-7 | 鬼滅之刃 塗繪帳 -藍- | 2023年2月3日   | ISBN 978-957-26-9672-9 |
| 5    |        | 2022年10月4日 | ISBN 978-4-08-790080-4 |                      |                |                        |

## 改編作品

### 動畫
2018年6月，《週刊少年Jump》宣佈《鬼滅之刃》將改編成電視動畫。電視動畫第一季《鬼滅之刃 竈門炭治郎 立志篇》（原稱《鬼滅之刃》，副標題為後加）由ufotable製作，外崎春雄執導，松島晃擔任角色設計和總作畫監督，梶浦由記、椎名豪創作配樂，從2019年4月至9月於深夜動畫時段播放，改編原著第一卷至第七卷。本片出資方僅有3家公司，分別為從事企劃、販售業務的Aniplex、原著版權方集英社，以及製作動畫的ufotable；而不依賴電視台資金，也不如時下常見的製作委員會般囊括多家企業，動畫公司出資本身亦不常見。
第一季動畫在第19集《火之神》播映後爆紅，成為當年最具人氣的動畫，亦帶動原著漫畫的銷量和知名度。鬼滅風潮成為日本社會現象，各種周邊商品應運而生，亦出現「鬼滅騷擾」、「鬼滅貧窮」等相關名詞。在第一季播放結束後，ufotable宣佈對應原著下一章《無限列車篇》將以劇場版（動畫電影）形式上映。在《鬼滅之刃劇場版 無限列車篇》上映前夕，電視動畫第一季的總集篇《兄妹的羁绊》、《浅草篇》、《鼓屋篇》、《那田蜘蛛山篇》和《柱合会议·蝶屋篇》在富士電視台的黃金時段播映，收視不俗。
劇場版《無限列車篇》於2020年10月16日在日本上映，在日本國内的觀影人數累計達2917萬人次，票房突破404億日圓，為日本史上票房收入最高的電影。多名為主要角色配音的聲優——花江夏樹、鬼頭明里、下野紘和松岡禎丞等——因此在普羅大眾間的知名度大增，得以出演黃金時段綜藝節目。而電影主題曲《紅蓮華》、《炎》的演唱者LiSA得以連續兩年登上紅白舞台，亦獲得日本唱片大獎。
2021年2月14日，ufotable宣佈電視動畫第二季《鬼滅之刃 遊郭篇》將在從2021年下半年播放。為紀念動畫電影《無限列車篇》首次在電視首播，將一次性播放《竈門炭治郎 立志篇 特別編集版》，包含初次播放的特別編集版《淺草篇》和《鼓屋敷篇》。2021年9月25日《無限列車篇》首次在電視播完後宣布，於2021年10月10日起於富士電視台播放《無限列車篇》全7話的電視動畫版，在劇場版內容之外增加了全新內容。同年12月5日正式播放第二季《鬼滅之刃 遊郭篇》。《遊郭篇》承接劇場版的聲勢，由Aimer主唱的主題曲《残响散歌》在Billboard JAPAN發表的Billboard Japan Hot 100排行榜上位列年度榜首，MV在youtube上的播放次數高達1.8億次。至2022年2月13日播畢後宣佈決定製作電視動畫第三季《鬼滅之刃 刀匠村篇》，2023年4月9日起開始播放。2023年6月18日《刀匠村篇》播畢後宣佈決定製作電視動畫第四季《鬼滅之刃 柱訓練篇》。2024年7月1日宣佈製作《鬼滅之刃劇場版 無限城篇》三部曲。
上述講述主線劇情的動畫以外，網路動畫《鬼滅學園 情人節篇》（日语：キメツ学園 バレンタイン編）於2021年2月14日在Aniplex的官方YouTube頻道播出，全4話，和本篇動畫同樣由ufotable製作。

### 網路節目
《鬼滅電台》是官方網路廣播節目，於2019年2月27日起在音泉和YouTube首次發佈，目前已發佈47回，3月27日起每週星期三發佈，由花江夏樹（炭治郎）和下野紘（善逸）共同主持的電台節目，僅次主持人的來賓為鬼頭明里（禰豆子）。
《鬼滅TV》是官方網路節目，於2019年4月19日在起在AbemaTV不定期發佈，目前已發佈9回，由花江夏樹（炭治郎）、鬼頭明里（禰豆子）、下野紘（善逸）、松岡禎丞（伊之助）共同出席節目。

### 舞台劇

#### 公演列表
2019年9月30日宣布改編為舞台劇。
第一彈「鬼滅之刃」
於2020年1月18日至26日在東京（天王洲銀河劇場）公演；同年1月31日至2月2日在兵庫（AiiA 2.5 Theater Kobe）公演。
第二彈「鬼滅之刃 其之貳 絆」
2021年8月7日至15日在東京（天王洲銀河劇場）公演；同年8月20日至22日在大阪（梅田藝術劇場）公演；同年8月27日至31日在東京（TACHIKAWA STAGE GARDEN）公演。
第三彈「鬼滅之刃 其之參 無限夢列車」
2022年9月10日至11日、10月15日至23日在東京（TOKYO DOME CITY HALL）公演；同年9月16日至25日在京都（京都劇場）公演。
第四彈「鬼滅之刃 其之肆 遊郭潜入」
2023年11月12日至19日在大阪（大阪米爾帕克）公演；同年12月1日至12月10日在東京（TOKYO DOME CITY HALL）公演。

#### 演員列表
主要演員
| 竈門炭治郎              | 小林亮太   | 小林亮太   | 小林亮太                                   | 阪本獎悟   |  |
| 竈門禰豆子              | 高石明里   | 高石明里   | 高橋凱倫                                   | 高橋凱倫   |  |
| 我妻善逸                | 植田圭輔   | 植田圭輔   | 植田圭輔                                   | 植田圭輔   |  |
| 嘴平伊之助              | 佐藤祐吾   | 佐藤祐吾   | 佐藤祐吾                                   | 佐藤祐吾   |  |
| 鬼殺隊「柱」            |            |            |                                            |            |  |
| 富岡義勇 （水柱）       | 本田禮生   | 本田禮生   | 本田禮生 （影像演出）                      | 不適用     |  |
| 胡蝶忍 （蟲柱）         | 不適用     | 門山葉子   | 門山葉子 （影像演出）                      | 不適用     |  |
| 煉獄杏壽郎 （炎柱）     | 不適用     | 矢崎廣     | 矢崎廣                                     | 不適用     |  |
| 宇髄天元 （音柱）       | 不適用     | 辻凌志朗   | 辻󠄀凌志朗 （影像演出）                      | 辻󠄀凌志朗   |  |
| 時透無一郎 （霞柱）     | 不適用     | 奧田夢葉   | 奧田夢葉 （影像演出）                      | 不適用     |  |
| 甘露寺蜜璃 （戀柱）     | 不適用     | 川崎愛香里 | 川崎愛香里 （影像演出）                    | 不適用     |  |
| 伊黑小芭內 （蛇柱）     | 不適用     | 宮本弘佑   | 宮本弘佑 （影像演出）                      | 宮本弘佑   |  |
| 不死川實彌 （風柱）     | 不適用     | 前田隆太朗 | 前田隆太朗 （影像演出）                    | 不適用     |  |
| 悲鳴嶼行冥 （岩柱）     | 不適用     | Chanhe     | Chanhe （影像演出）                        | 不適用     |  |
| 鬼殺隊士                |            |            |                                            |            |  |
| 栗花落香奈乎            | 舞羽美海   | 內田未來   | 內田未來 （影像演出）                      | 不適用     |  |
| 不死川玄彌              | 森田力斗   | 不適用     | 不適用                                     | 不適用     |  |
| 產屋敷家                |            |            |                                            |            |  |
| 產屋敷耀哉 （主公大人） | 不適用     | 廣瀬智紀   | 廣瀬智紀 （影像演出）                      | 廣瀬智紀   |  |
| 刀匠村                  |            |            |                                            |            |  |
| 鋼鐵塚螢                | 佐藤祐吾   | 奧田夢葉   | 不適用                                     | 不適用     |  |
| 鬼                      |            |            |                                            |            |  |
| 鬼舞辻無慘 （鬼王）     | 佐佐木喜英 | 佐佐木喜英 | 佐佐木喜英 （影像演出）遙里紗 （少年姿態） | 佐佐木喜英 |  |

其他演員
第一彈「鬼滅之刃」演員
- 高木友之（日语：高木トモユキ）：鱗瀧左近次、響凱[40]
- 柿澤ゆりあ（日语：柿澤ゆりあ）：白髮（產屋敷彼方）
- 久家心（日语：久家心）：黑髮（產屋敷輝利哉）
- 舞羽美海：珠世
- 佐藤永典：愈史郎
- 星璃（日语：星璃）：錆兔
- 其原有沙（日语：其原有沙）：真菰、被善逸求婚的女性[41]
- 竹村晋太朗（日语：竹村晋太朗）：手鬼[42][43]
- 夛田将秀（日语：夛田将秀）：選拔鬼、在浅草被變成鬼的男性[44]
- 西分綾香（日语：西分綾香）：朱紗丸、阿壽婆、鬼舞辻之妻、村人[45]
- 星賢太（日语：星賢太）：佛堂鬼、選拔鬼、舌頭鬼[46]
- 星乃勇太（日语：星乃勇太）：矢琶羽[47]
- 前川ゆう：正一[48]
- 森田力斗（日语：森田力斗）：阿清[38]

第二彈「鬼滅之刃 其之貳 絆」演員
- 阿久津仁愛：累
- 廣瀬智紀：竈門炭十郎
- 掛川僚太：村田、竈門炭十郎（火之神神樂時）、鎹鴉（聲音）、魘夢（下弦之壹）[49]
- 髙原華乃：蜘蛛鬼母親、炭治郎（童年）、產屋敷的女兒、中原澄[50]
- 夛田将秀：蜘蛛鬼父親、累的父親、隱、轆轤（下弦之貳）[51]
- 丹下真寿美：尾崎、竈門葵枝、鳴女（琵琶鬼）[52]
- 千葉雅大：獪岳、隱、鐵穴森鋼藏[53]
- 鳥居留圭：蜘蛛鬼哥哥、被累切碎的劍士、隱、釜鵺（下弦之陸）[54]
- 遥りさ：蜘蛛鬼姐姐、產屋敷的女兒、高田菜穗[55]
- 星賢太：桑島慈悟郎、隱、病葉（下弦之參）
- 本間汐莉：寺內清
- 牧浦乙葵：累的母親、神崎葵、零餘子（下弦之肆）[56]

第三彈「鬼滅之刃 其之參 無限夢列車」演員
- 蒼木陣（日语：蒼木陣）：猗窩座
- 内藤大希（日语：内藤大希）：魘夢
- 下川恭平（日语：下川恭平）：煉獄千壽郎
- 細見大輔（日语：細見大輔）：煉獄槙壽郎
- 飯島優花：潛入伊之助夢境的乘客、少年千壽郎[57]
- 大原万由子：煉獄瑠火[58]
- 黒沼亮：潛入善逸夢境的乘客[59]
- 髙原華乃：竈門六太、少年杏壽郎、寺內清、魘夢的觸手、隱、乘務員[60]
- 夛田将秀：車掌
- 丹下真寿美：竈門葵枝、隱、魘夢的觸手[61]
- 千葉雅大：潛入炭治郎夢境的乘客、魘夢的觸手[62]
- 遥りさ：竈門花子、隱、乘務員[63]
- 星賢太：列車司機、隱[64]
- 米澤賢人：竈門竹雄、隱、魘夢的觸手[65]
- 渡来美友：潛入杏壽郎夢境的乘客、魘夢的觸手[66]

第四彈「鬼滅之刃 其之肆 遊郭潜入」演員
- 佐竹莉奈（日语：佐竹莉奈）：墮姫
- 遠山裕介（日语：遠山裕介）：妓夫太郎
- 蛭薙亞里沙（日语：蛭薙ありさ）：雛鶴
- 倉持聖菜（日语：倉持聖菜）：牧緒
- 西葉瑞希（日语：西葉瑞希）：須磨
- 梶川愛美（日语：梶川愛美）：鯉夏花魁
- アイザワアイ
- 飯島優花
- 池田実桜
- 磯優貴乃
- 岩藤小町
- 河野凌太
- 小林由佳
- 髙原華乃
- 竹廣隼人
- 夛田将秀
- 丹下真寿美
- 千葉雅大
- 藤本くるみ
- 星賢太
- 安野有倭
- リコ
- 渡来美友
- 亀井照三
- 久手堅優生
- 柴田昂志
- 友松克太

### 遊戲
| 發售年份 | 發售日期 | 遊戲名稱                | 遊戲類型           | 主機平台                                           | 開發廠商      | 遊戲人數 | 官方網站               |
| -------- | -------- | ----------------------- | ------------------ | -------------------------------------------------- | ------------- | -------- | ---------------------- |
| 2021年   | 10月14日 | 鬼滅之刃 火之神血風譚   | 對戰動作           | PS4、PS5、Xbox One、Xbox Series X、Windows、switch | CyberConnect2 | 至少1人  | （页面存档备份，存于） |
| 延期未定 | 延期未定 | 鬼灭之刃 血风剑戟大逃杀 | 非對稱對戰生存動作 | 手機遊戲                                           | Quarto A      | 1人      | （页面存档备份，存于） |
| 2024年   | 4月25日  | 鬼滅之刃 成為最強隊士！ | 桌上遊戲           | Nintendo Switch                                    |               | 1～4人   |                        |

## 迴響

### 銷售
漫畫方面，截至2019年2月，該系列在全球發行量累計350萬本；截至2019年9月，超過1000萬本；截至2019年11月，超過2000萬本；截至2019年12月，超過2500萬本；截至2020年1月，超過4000萬本。在2019年11月，集英社指出《鬼滅之刃》是他們在2018年11月至2019年11月期間發行量第二高的漫畫，銷量為1080萬本，僅次於尾田榮一郎的《ONE PIECE》，同時銷量為1270萬本。儘管如此，該系列在Oricon的統計中為2019年日本國內最暢銷漫畫，銷量超過1,200萬本，而《ONE PIECE》排名第二，同時銷量超過1,010萬本2018年11月到2019年11月期間計算；2020的統計中則蟬聯2020年内日本國內最暢銷漫畫，年销量增加至超过8000万册，並佔據單本漫畫排行的首22名。
小說方面，在2019年《鬼滅之刃：幸福之花》銷量超過21萬本，《鬼滅之刃：單翅之蝶》銷量超過19萬本。這兩本小說分別在Oricon的統計中為輕小說排行榜的排第3名和第4名。《鬼滅之刃》的系列小說是2019年第十暢銷的輕小說系列，銷量超過40萬本；2020年則成為年內最暢銷的輕小說系列，全年銷量超過275萬，其中《鬼滅之刃：幸福之花》、《鬼滅之刃：單翅之蝶》分別以92萬及91萬的銷量成為BOOK及輕小說排行的第1、2名，《鬼滅之刃：風之道標》則以60萬的銷量奪下BOOK排行的第5名及輕小說排行的第3名。

### 榮譽
漫畫方面，在2017年「全國書店店員推薦漫畫」中排名第14位，和2018年「這本漫畫真厲害！」在最佳男性讀者名單中排名第19位，以及2019年「這本漫畫真厲害！」在最佳男性讀者名單中排名第19位，2019年在《達芬奇》（Da Vinci）雜誌的第19屆「年度最佳圖書」中排名第10位，2021年獲得「手塚治虫文化獎」特別賞。2023年BookLive讀者票選青少年漫畫第1名。
動畫方面，獲得多種獎項，在2019年《Newtype》雜誌上，以下「電視動畫作品獎」、「男性角色獎」（竈門炭治郎）、「女性角色獎」（竈門禰豆子）、「男性聲優獎」（花江夏樹）、「女性聲優獎」（鬼頭明里）、「主題曲獎」（紅蓮華/LiSA）、「監督獎」（外崎春雄）、「人物設計獎」分別都獲得大獎。此外，「吉祥物角色獎」（啾太郎）、「配樂獎」（梶浦由記、椎名豪）、「腳本獎」（ufotable）分別獲得二獎。在2020年2月的《Animedia》雜誌上，該系列在《Animedia Character Awards 2019》中獲得了11個獎項。

### 争议
作品中炭治郎的耳環图案被部分中國网友认为类似于日本的旭日旗图案，引发争议。而后哔哩哔哩在播出动画时将画面中炭治郎的耳環图案进行了修改。韓國與中國一樣認為炭治郎的耳環圖案類似於日本旭日旗圖案，在播出動畫時亦將炭治郎的耳環圖案修改，修改圖案版本與嗶哩嗶哩的相同。

## 相關事件
2017年3月，一位自稱本作主人公「竈門炭治郎」的人物，在愛知縣豐田市政府門口放置了一個裝有點心、綠茶、飲料的箱子，留下一張紙表示是要捐贈給養護機構。
2020年4月24日，韓國手機遊戲廠商Tennine上架Google Play的作品《鬼殺之劍》（韓語：귀살의검）被指抄襲，雖然Tennine否認指控，但是在五日後下架遊戲。

2020年11月2日，日本首相菅义伟在众议院预算委员会上接受质询时，引用了本作的部分台词，引发热议。当天，隶属立宪民主党的众议员江田宪司要求菅义伟就日本学术会议任命问题进行说明。菅义伟在起身回答时，引用本作主人公的标志性台词作为开场词，
因为是江田先生，请允许我使用‘全集中呼吸’来回答你的问题吧！
在接受完质询后，菅义伟向周围人表示，
我看过《鬼滅之刃》，知道这句话，所以想说说看。
臺灣2021年5月冠狀病毒病疫情爆發後，次月4日，日本贈與124萬劑AZ疫苗給臺灣。日本台灣交流協會臉書發文提及桃太郎與炭治郎在長期跟鬼搏鬥的時間中，腦海中說不定曾閃過「乾脆加入鬼聯盟還比較不會這麼累」這樣念頭，不過即便如此，他們努力抵抗誘惑咬緊牙關堅持到底，最後終於和夥伴們迎向幸福的結局。

### 引用文獻
日版書籍資訊
1. ↑  .   [2016-06-03]. （原始内容存档于2021-02-25）.
2. ↑  .   [2016-08-04]. （原始内容存档于2021-02-25）.
3. ↑  .   [2016-10-04]. （原始内容存档于2021-02-25）.
4. ↑  .   [2016-12-02]. （原始内容存档于2021-02-25）.
5. ↑  .   [2017-03-03]. （原始内容存档于2021-02-25）.
6. ↑  .   [2017-05-02]. （原始内容存档于2021-02-25）.
7. ↑  .   [2017-08-04]. （原始内容存档于2021-02-25）.
8. ↑  .   [2017-10-04]. （原始内容存档于2021-02-25）.
9. ↑  .   [2017-12-04]. （原始内容存档于2021-02-25）.
10. ↑  .   [2018-03-02]. （原始内容存档于2021-02-25）.
11. ↑  .   [2018-06-04]. （原始内容存档于2021-02-25）.
12. ↑  .   [2018-08-03]. （原始内容存档于2021-02-25）.
13. ↑  .   [2018-11-04]. （原始内容存档于2021-02-25）.
14. ↑  .   [2019-01-04]. （原始内容存档于2021-02-25）.
15. ↑  .   [2019-04-04]. （原始内容存档于2021-02-25）.
16. ↑  .   [2019-07-04]. （原始内容存档于2021-02-25）.
17. ↑  .   [2019-10-04]. （原始内容存档于2021-02-25）.
18. ↑  .   [2019-12-04]. （原始内容存档于2021-02-25）.
19. ↑  .   [2020-02-04]. （原始内容存档于2021-02-25）.
20. ↑  .   [2020-05-13]. （原始内容存档于2021-02-25）.
21. ↑  .   [2020-07-03]. （原始内容存档于2021-02-25）.
22. ↑  .   [2020-10-02]. （原始内容存档于2021-02-25）.
23. ↑  .   [2020-12-04]. （原始内容存档于2021-02-25）.
24. ↑  .   [2020-12-04]. （原始内容存档于2021-02-25）.
25. ↑  .   [2022-02-14]. （原始内容存档于2022-01-03）.
26. ↑  .   [2022-02-14]. （原始内容存档于2022-01-03）.
27. ↑  .   [2022-02-14]. （原始内容存档于2022-01-03）.
28. ↑  .   [2023-07-04]. （原始内容存档于2023-07-04）.
29. ↑  .   [2023-07-04]. （原始内容存档于2023-12-04）.
30. ↑  .   [2024-04-04]. （原始内容存档于2024-04-04）.
31. ↑  .   [2022-02-14]. （原始内容存档于2022-01-03）.
32. ↑  .   [2022-02-14]. （原始内容存档于2022-01-03）.
33. ↑  .   [2023-04-21]. （原始内容存档于2022-01-03）.
34. ↑  .   [2023-05-19]. （原始内容存档于2022-01-03）.
35. ↑  .   [2023-06-16]. （原始内容存档于2022-01-03）.
36. ↑  .   [2023-07-21]. （原始内容存档于2022-01-03）.
37. ↑  .   [2023-08-18]. （原始内容存档于2022-01-03）.
38. ↑  .   [2019-02-04]. （原始内容存档于2021-02-25）.
39. ↑  .   [2019-10-04]. （原始内容存档于2021-02-25）.
40. ↑  .   [2020-07-03]. （原始内容存档于2021-02-25）.
41. ↑  .   [2020-06-26]. （原始内容存档于2021-04-13）.
42. ↑  .   [2020-07-17]. （原始内容存档于2021-04-13）.
43. ↑  .   [2021-07-16]. （原始内容存档于2021-04-13）.
44. ↑  .   [2021-11-26]. （原始内容存档于2021-04-13）.
45. ↑  .   [2021-11-26]. （原始内容存档于2021-04-13）.
46. ↑  .   [2021-11-26]. （原始内容存档于2021-04-13）.
47. ↑  .   [2021-11-26]. （原始内容存档于2021-04-13）.
48. ↑  .   [2021-11-26]. （原始内容存档于2021-04-13）.
49. ↑  .   [2023-07-14]. （原始内容存档于2023-07-14）.
50. ↑  .   [2019-07-09]. （原始内容存档于2019-10-19）.
51. ↑  .   [2021-02-09]. （原始内容存档于2019-10-19）.
52. ↑  .   [2020-09-04]. （原始内容存档于2019-10-19）.
53. ↑  .   [2020-11-04]. （原始内容存档于2021-02-25）.
54. ↑  .   [2021-01-04]. （原始内容存档于2021-02-25）.
55. ↑  .   [2023-07-04]. （原始内容存档于2023-07-04）.
56. ↑  .   [2023-07-04]. （原始内容存档于2023-07-04）.
57. ↑  .   [2022-02-14]. （原始内容存档于2020-11-30）.
58. ↑  .   [2021-04-13]. （原始内容存档于2021-04-12）.
59. ↑  .   [2020-09-04]. （原始内容存档于2021-02-25）.
60. ↑  .   [2019-09-04]. （原始内容存档于2021-02-25）.
61. ↑  .   [2021-02-04]. （原始内容存档于2019-10-19）.
62. ↑  .   [2022-02-04]. （原始内容存档于2022-02-04）.
63. ↑  .   [2022-02-04]. （原始内容存档于2022-02-04）.
64. ↑  .   [2021-03-04]. （原始内容存档于2021-01-15）.
65. ↑  .   [2021-03-04]. （原始内容存档于2021-03-03）.
66. ↑  .   [2021-10-04]. （原始内容存档于2021-01-15）.
67. ↑  .   [2021-10-04]. （原始内容存档于2021-03-03）.
68. ↑  .   [2021-10-04]. （原始内容存档于2021-03-03）.

台版書籍資訊
1. ↑  .   [2018-01-08]. （原始内容存档于2021-04-20）.
2. ↑  .   [2018-07-26]. （原始内容存档于2021-04-13）.
3. ↑  .   [2018-08-27]. （原始内容存档于2021-04-13）.
4. ↑  .   [2019-03-07]. （原始内容存档于2021-04-20）.
5. ↑  .   [2019-04-11]. （原始内容存档于2021-04-13）.
6. ↑  .   [2019-05-08]. （原始内容存档于2021-04-13）.
7. ↑  .   [2019-06-06]. （原始内容存档于2021-04-20）.
8. ↑  .   [2019-07-11]. （原始内容存档于2021-04-13）.
9. ↑  .   [2019-08-13]. （原始内容存档于2021-04-13）.
10. ↑  .   [2019-09-20]. （原始内容存档于2021-04-20）.
11. ↑  .   [2019-10-17]. （原始内容存档于2021-04-13）.
12. ↑  .   [2019-11-18]. （原始内容存档于2021-04-13）.
13. ↑  .   [2019-12-20]. （原始内容存档于2021-04-20）.
14. ↑  .   [2020-01-17]. （原始内容存档于2021-04-13）.
15. ↑  .   [2020-02-24]. （原始内容存档于2021-04-20）.
16. ↑  .   [2020-03-20]. （原始内容存档于2021-04-13）.
17. ↑  .   [2020-04-20]. （原始内容存档于2021-04-13）.
18. ↑  .   [2020-05-21]. （原始内容存档于2021-04-20）.
19. ↑  .   [2020-05-28]. （原始内容存档于2021-04-13）.
20. ↑  .   [2020-06-19]. （原始内容存档于2021-04-13）.
21. ↑  .   [2020-06-24]. （原始内容存档于2021-04-20）.
22. ↑  .   [2020-08-24]. （原始内容存档于2021-04-13）.
23. ↑  .   [2020-08-31]. （原始内容存档于2021-04-13）.
24. ↑  .   [2020-09-24]. （原始内容存档于2021-04-20）.
25. ↑  .   [2020-09-28]. （原始内容存档于2021-04-13）.
26. ↑  .   [2020-12-24]. （原始内容存档于2021-04-13）.
27. ↑  .   [2020-12-31]. （原始内容存档于2021-04-20）.
28. ↑  .   [2021-04-16]. （原始内容存档于2021-04-19）.
29. ↑  .   [2021-04-29]. （原始内容存档于2021-04-29）.
30. ↑  .   [2022-03-07]. （原始内容存档于2022-03-07）.
31. ↑  .   [2019-12-16]. （原始内容存档于2021-02-25）.
32. ↑  .   [2020-01-31]. （原始内容存档于2021-02-25）.
33. ↑  .   [2020-01-31]. （原始内容存档于2021-02-25）.
34. ↑  .   [2020-10-16]. （原始内容存档于2021-02-25）.
35. ↑  .   [2020-10-23]. （原始内容存档于2021-02-25）.
36. ↑  .   [2020-12-31]. （原始内容存档于2021-04-13）.
37. ↑  .   [2021-04-19]. （原始内容存档于2021-04-19）.
38. ↑  .   [2022-03-07]. （原始内容存档于2022-03-07）.
39. ↑  .   [2020-07-20]. （原始内容存档于2021-02-25）.
40. ↑  .   [2022-03-07]. （原始内容存档于2022-03-07）.
41. ↑  .   [2022-03-07]. （原始内容存档于2022-03-07）.
42. ↑  .   [2022-03-07]. （原始内容存档于2022-03-07）.
43. ↑  .   [2022-03-07]. （原始内容存档于2022-03-07）.
44. ↑  .   [2024-12-16]. （原始内容存档于2024-12-15）.
45. ↑  .   [2020-11-13]. （原始内容存档于2021-02-25）.
46. ↑  .   [2022-03-07]. （原始内容存档于2022-03-07）.
47. ↑  .   [2023-02-23]. （原始内容存档于2022-02-23）.
48. ↑  .   [2022-03-07]. （原始内容存档于2022-03-07）.
49. ↑  .   [2022-03-07]. （原始内容存档于2022-03-07）.

陆版書籍資訊

### 參閱書目
- 吾峠呼世晴.  第1卷. 集英社. 2016年6月3日. ISBN 978-4-08-880723-2 （日语）.
- 吾峠呼世晴.  第2卷. 集英社. 2016年8月4日. ISBN 978-4-08-880755-3 （日语）.
- 吾峠呼世晴.  第3卷. 集英社. 2016年10月4日. ISBN 978-4-08-880795-9 （日语）.
- 吾峠呼世晴.  第4卷. 集英社. 2016年12月2日. ISBN 978-4-08-880826-0 （日语）.
- 吾峠呼世晴.  第5卷. 集英社. 2017年3月3日. ISBN 978-4-08-881026-3 （日语）.
- 吾峠呼世晴.  第6卷. 集英社. 2017年5月3日. ISBN 978-4-08-881076-8 （日语）.
- 吾峠呼世晴.  第7卷. 集英社. 2017年8月4日. ISBN 978-4-08-881193-2 （日语）.
- 吾峠呼世晴.  第8卷. 集英社. 2017年10月4日. ISBN 978-4-08-881212-0 （日语）.
- 吾峠呼世晴.  第9卷. 集英社. 2017年12月4日. ISBN 978-4-08-881283-0 （日语）.
- 吾峠呼世晴.  第10卷. 集英社. 2018年3月2日. ISBN 978-4-08-881355-4 （日语）.
- 吾峠呼世晴.  第11卷. 集英社. 2018年6月4日. ISBN 978-4-08-881399-8 （日语）.
- 吾峠呼世晴.  第12卷. 集英社. 2018年8月3日. ISBN 978-4-08-881540-4 （日语）.
- 吾峠呼世晴.  第13卷. 集英社. 2018年11月2日. ISBN 978-4-08-881626-5 （日语）.
- 吾峠呼世晴.  第14卷. 集英社. 2019年1月4日. ISBN 978-4-08-881695-1 （日语）.
- 吾峠呼世晴.  第15卷. 集英社. 2019年4月4日. ISBN 978-4-08-881799-6 （日语）.
- 吾峠呼世晴.  第16卷. 集英社. 2019年7月4日. ISBN 978-4-08-881867-2 （日语）.
- 吾峠呼世晴.  第17卷. 集英社. 2019年10月4日. ISBN 978-4-08-882080-4 （日语）.
- 吾峠呼世晴.  第18卷. 集英社. 2019年12月4日. ISBN 978-4-08-882141-2 （日语）.
- 吾峠呼世晴. . 集英社. 2019年7月4日. ISBN 978-4-08-882043-9 （日语）.

## 外部連結
- 《鬼滅之刃》亞洲正版授權官方網站（中文）
- 《鬼滅之刃》日本官方網站（日語）
  - 《鬼滅之刃》集英社官方網站（日語）
  - 特別上映版《鬼滅之刃 兄妹之絆》官方網站（日語）
- 《鬼滅之刃》「週刊少年Jump」官方網站（日語）
- 《鬼滅之刃》圖説・大正鬼殺活動小史「週刊少年Jump」官方網站（日語）
- 網路漫畫「きめつのあいま!」第一話（日語）
- 鬼滅之刃官方的X（前Twitter）（日語）
- 舞台「鬼滅之刃」官方的X（前Twitter）（日語）
- 在Netflix上觀看《鬼滅之刃》